# Ayaan Hirsi Aliová

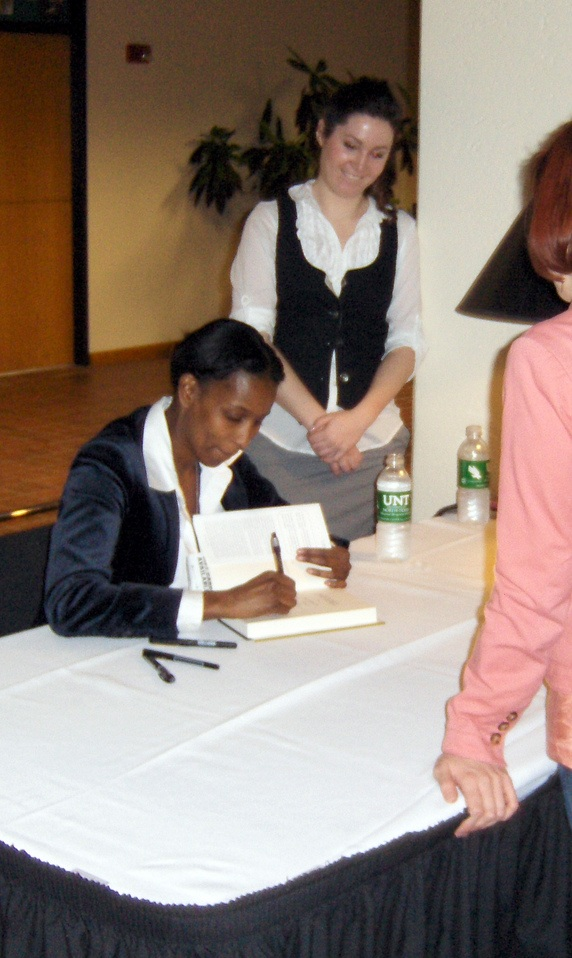
Ayaan Hirsi Ali při podpisu svojí knihy (2008)

Ayaan Hirsi Aliová, celým původním jménem Ayaan Hirsi Magan Isse Guleid Ali Wai’ays Muhammad Ali Umar Osman Mahamud (* 13. listopadu 1969, Mogadišo) je somálsko-nizozemská feministická aktivistka, spisovatelka, politička, a kritička islámu volající po reformaci tohoto náboženství.

## Biografie
Narodila se v somálském Mogadišu. Jejím otcem byl somálský politik Hirsi Magan Isse.  Mládí strávila v keňském Nairobi, kde se spolu s komunitou, v níž žila, dostala pod vliv lidí z Muslimského bratrstva.
V roce 1992 odešla do Nizozemska, aby unikla vynucenému sňatku, kde dostala azyl a později i občanství. Roku 2000 vystudovala politické vědy na univerzitě v Leidenu. Posléze začala vlivem událostí z 11. září 2001 silně kritizovat islám. Při studiu díla Sigmunda Freuda a filozofa Hermana Philipsea (a jeho Manifestu ateismu) se stala ateistkou. Později tvrdila, že k ateismu ji v roce 2002 definitivně přivedla četba přednášky britského filosofa Bertranda Bussella Proč nejsem křesťanem, zejména myšlenka, že náboženství je primárně založené na strachu.
Byla autorkou scénáře proti-islámského filmu Podvolení (orig. Submission: Part I), který režíroval Theo van Gogh, jenž byl později právě kvůli tomuto filmu zavražděn. Známé je její odsouzení proroka Mohameda jako úchyla, pedofila a megalomana. Roku 2007 založila nadaci AHA Foundation, která podporuje ženy v islámských zemích a lidi utlačované v těchto zemích z náboženských důvodů.
V letech 2003-2006. byla poslankyní dolní komory nizozemského parlamentu za pravicovou Lidovou stranu pro svobodu a demokracii. Po kontroverzních tahanicích ohledně jejího nizozemského občanství a kvůli lepší ochraně před muslimskými hrozbami se rozhodla odejít do USA. 
Roku 2005 ji časopis Foreign Policy označil jako 46. nejvlivnějšího intelektuála na světě.
Od roku 2012 žije v USA trvale, roku 2013 zde získala občanství. Je manželkou britského historika Nialla Fergusona, s nímž má syna.
V roce 2023 napsala článek Why I am now a Christian (Proč jsem se stala křesťankou), ve kterém popsala svou duchovní cestu od islámu přes ateismus ke křesťanství.

### Přehled děl v originále (výběr)
- The Caged Virgin: An Emancipation Proclamation for Women and Islam

### Překlady do češtiny
- Rebelka: odvrácená strana islámu (orig. 'Infidel'). 1. vyd. V Praze: Ikar, 2008. 390 S. Překlad: Alexandra Fraisová
  - 2. vyd. V Praze: Ikar, 2016. 390 S.
- Kacířka: proč islám právě teď potřebuje reformaci (orig. 'Heretic'). 1. vyd. Praha: Ikar, 2016. 287 S. Překlad: Markéta Zbavitelová
- Z područí islámu: otázka integrace muslimů do západní společnosti (orig. 'Nomad'). 1. vyd. Praha: Ikar, 2016. 405 S. Překlad: Vít Mlejnek